# Andrij Vjacseszlavovics Neszterov
Andrij Vjacseszlavovics Neszterov (ukránul: Нестеров Андрій В`ячеславович; Zaporizzsja, 1990. július 2. –) ukrán labdarúgó, a PFK Zvjaheln játékosa.

## Pályafutása
Neszterov az ukrán Metalurh Zaporizzsja akadémiáján nevelkedett, az első számú csapatban 2007 és 2015 között nyolcvanhét bajnoki mérkőzésen lépett pályára. A 2015–2016-os szezonban a moldáv élvonalbeli Zaria Bălți játékosa volt. 2016 és 2019 között az ukrán élvonalbeli Karpati Lvivben ötvenöt bajnoki mérkőzésen öt gólt szerzett. 2019 júliusában szerződtette őt a magyar élvonalbeli Mezőkövesdi SE csapata. Két idényt töltött a magyar élvonalban, ezalatt 38 alkalommal lépett pályára a Mezőkövesdben. 2021 júliusában a hazájában a Polisszja Zsitomir játékosa lett.

## Sikerei, díjai

### Klubcsapattal
Mezőkövesdi SE
- Magyar Kupa ezüstérmes: 2020